# وحدة الخلية
وحدة الخلية  في علم البلورات هي أصغر خلية، وبواسطة نقلها على ثلاثة محاور الفراغ يتكون منها البناء البلوري . يتم النقل موازيا لكل محور من دون أي تدوير لوحدة الخلية. وتعرف وحدة الخلية بستة احداثيات: أطوال الأضلاع للوحدة وهي c ، b ، a وتسمى (ثوابت الشبكة البلورية) والزوايا بين الأضلاع وهم α ، γ ، β وتحتوي وحد الخلية على جميع عناصر التناظر التي تميز البلورة. يمكن أن تشغل كل زاوية ذرة واحدة، وبذلك يتم جسم البناء البلوري.
في حالة الحديد مثلا تشغل كل زاوية ذرة حديد ويتبلور الحديد النقي في نظام المكعب، وتختص وحدة خلية الحديد بوجود ذرة حديد ثانية في وسطها. ولذلك يمكن القول بأن وحدة خلية الحديد تحتوي على ذرتين.
(يحتوي المكعب على 8 زوايا، وتشغل كل زاوية ذرة واحدة. ولكن كل ذرة من هؤلاء تشترك في 8 مكعبات (خلايا) مجاورة، أي أن كل زاوية من ال 8 زوايا لوحدة الخلية تشترك ب 1/8 ذرة من ذرات الحديد، فيكون عدد الذرات الموجودة بوحدة الخلية التي تشغل الزوايا مساويا 1 ذرة. بالإضافة إلى 1 ذرة حديد في وسط الخلية، نحصل بذلك على ذرتين لكل وحدة خلية).
في علم المعادن نجد أن نقاط الشبكة البلورية يمكن أن تشغلها أيونات بدلا عن الذرات، كما يمكن أن يشغلها أيونات مركبة مثل NH2- كما في مركبات الأميد مثل أميد الصوديوم وأميد البوتاسيوم.

## وحدة خلية الحديد

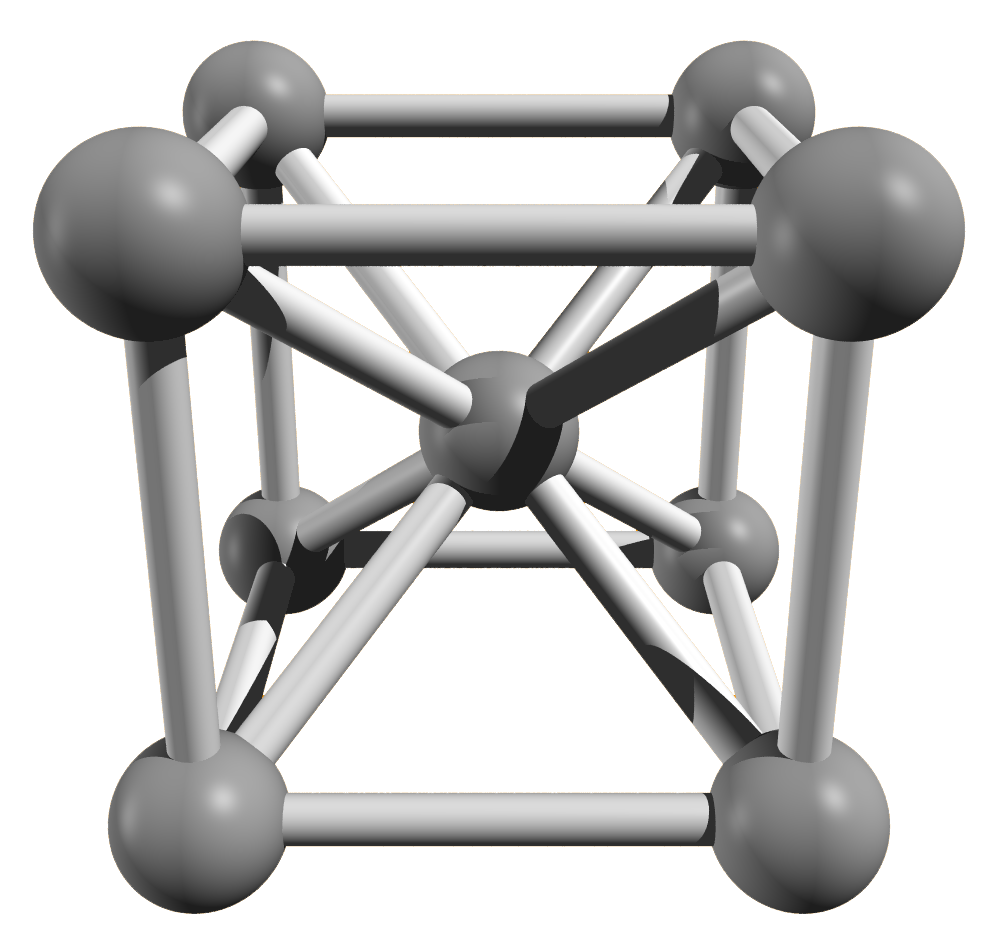
وحدة خلية الحديد وتحتوي ذرتين.

يبين الشكل وحدة الخلية للحديد، وهي تتسم بالأضلاع aو a و a (كلهم متساوون في المكعب) والزوايا القائمة:
α= β = γ = 90 .
ويمكن تعيين احداثيات ذرتي الحديد في وحدة الخلية كالآتي:
1 ذرة في الإحداثيات 0 و 0 و 0
1 ذرة في الإحداثيات 2/a و 2/a و 2/a .
وعمليا نجد عند دراستنا للمعادن أنها تتبلور في 7 أنظمة بلورية ، ويمثل نظام المكعب أحد تلك الأنظمة حيث تتساوى فيه الأضلاع، كما تحكم فيه زوايا قائمة بين الأضلاع.

## وحدة خلية للمركبات

وحدة خلية الألماس ، ومكونة من ذرات الكربون.

يمكن أيضا تمثيل المركبات في هيئة وحدة الخلية. وعلى سبيل المثال بالنسبة إلى ملح الطعام وهو مركب كيميائي NaCl. يحتوي الجزيئ منه على ذرة صوديوم وذرة كلور. يتبلور ملح الطعام طبقا لنظام المكعب، وتتبع وحدة خليته النظام المكعب حيث تحتوي وحدة الخلية على جميع عناصر التناظر لبلورة ملح الطعام العينية. وتحتوي وحدة خلية ملح الطعام على 4 أيونات للكلور(-) و4 أيونات للصوديوم (+) ، بينما يمكن القول بأن وحدة الخلية البسيطة لملح الطعام تحتوي على 1 ذرة كلور و 1 ذرة صوديوم.

## أنواع وحدات الخلية البلورية
توجد المعادن في أشكال بلورية مختلفة والبلورة عبارة عن جسم من وسط صلب متجانس التركيب الكيميائي، تتخذ فيه الذرات مواضعا في شكل هيكلي هندسي منتظم. ويتميز الشكل الهيكلي بقابلية تقسيمه إلى وحدات أو خلايا متماثلة تماما، وأصغر خلية تسمي الخلية الأساسية. يظهر التركيب البلوري عينيا في هيئة أسطح ومستويات طبيعية تعرف باسم أوجه البلورة وتتميز بوجود علاقات تماثل معينة تعكس نظام الهيكل الهندسي.
يمكن تقسيم نظم البلورات إلى سبعة نظم بلورية وذلك على أساس أطوال المحاور البلورية أ، ب، ج والزوايا البلورية،
والنظم البلورية السبع هي:
- نظام المكعب
- نظام الرباعي
- نظام السداسي
- نظام الثلاثي
- نظام المعيني القائم
- نظام أحادي الميل
- نظام ثلاثي الميل

يتسم كل معدن بأحد تلك الأنظمة، حيث تتلاحم خلايا النظام من دون فراغات بحيث تكون الصورة العينية للمجموع مطابقة تماما لهيكل الخلية الأساسية. ويمكن تصور ذلك بسهولة في حالة كون الخلية الأساسية المكعبة، فيحدها من اليمين مكعبا ومن اليسار مكعبا، ومن فوقها مكعبا ومن تحتها مكعبا، وأمامها مكعبا وخلفها مكعبا، يدل تكون الخلية الأساسية قد تغطت تماما بمكعبات تحدها من جميع جهاتها الست. ثم تُشغل طبقة الخلايا الأساسية السطحية بنفس الطريقة المذكورة وبهذا تكبر البلورة المعدنية.
يبين الجدول الآتي 7 أنظمة لتلك لوحدات الخلية . وهي تلخص جميع أشكال تبلور المعادن والأملاح. بمعنى أن أي ملح أو أي معدن نجدة فهو يتبع واحدا من تلك الأنظمة. وعادة تشغل كل زاوية من زوايا وحدة الخلية بذرة واحدة من المعدن. وأحيانا كما يوجد في طبيعة البلورات يمكن أن تشغل ذرة ثانية وسط الخلية Body centered أو أحد أوجه وحدة الخلية.
كيفية إشغال الخلية (بالذرات) كالآتي lattice centerings وينطبق ذلك على جميع الأنظمة أسفله:
- Primitive centering (P): الذرات تشغل الزوايا فقط.
- Body centered (I): ذرة ثانية تشغل وسط الخلية.
- Face centered (F): ثلاث ذرات إضافية يشغلون جميع أوجه الخلية.
- C centering: ذرة إضافية تشغل قاعدة الخلية.

| The 7 lattice systems  | The 14 Bravais lattices | The 14 Bravais lattices    | The 14 Bravais lattices    | The 14 Bravais lattices    |
| نظام بلوري ثلاثي الميل | P                       |                            |                            |                            |
| نظام بلوري ثلاثي الميل | Triclinic               |                            |                            |                            |
| نظام بلوري أحادي الميل | P                       | C                          |                            |                            |
| نظام بلوري أحادي الميل | Monoclinic, simple      | Monoclinic, centered       |                            |                            |
| نظام بلوري معيني قائم  | P                       | C                          | I                          | F                          |
| نظام بلوري معيني قائم  | Orthohombic, simple     | Orthohombic, base-centered | Orthohombic, body-centered | Orthohombic, face-centered |
| نظام بلوري رباعي       | P                       | I                          |                            |                            |
| نظام بلوري رباعي       | Tetragonal, simple      | Tetragonal, body-centered  |                            |                            |
| نظام بلوري سداسي       | P                       |                            |                            |                            |
| نظام بلوري سداسي       | Rhombohedral            |                            |                            |                            |
| نظام بلوري سداسي       | P                       |                            |                            |                            |
| نظام بلوري سداسي       | Hexagonal               |                            |                            |                            |
| نظام بلوري مكعب        | P (pcc)                 | I (bcc)                    | F (fcc)                    |                            |
| نظام بلوري مكعب        | Cubic, simple           | Cubic, body-centered       | Cubic, face-centered       |                            |

يمكن حساب حجم وحدة الخلية للسبعة أنظمة من الشبكات بواسطة العلاقة: 
{\displaystyle \mathbf {a} \cdot \mathbf {b} \times \mathbf {c} }
حيث:
{\displaystyle \mathbf {a} } و {\displaystyle \mathbf {b} } و {\displaystyle \mathbf {c} }
هي وحدات المتجه (مقاييس وحدة الخلية)،
وتعطي القائمة أسفله حجم كل من وحدات الخلايا، طبقا لشبكة تبلور برافيه:
| Lattice system            | Volume | Volume | Volume | Volume |
| ثلاثي الميل Triclinic     | {\displaystyle abc{\sqrt {1-\cos ^{2}\alpha -\cos ^{2}\beta -\cos ^{2}\gamma +2\cos \alpha \cos \beta \cos \gamma }}} |        |        |        |
| أحادي الميل Monoclinic    | {\displaystyle abc~\sin \alpha }                                                                                      |        |        |        |
| معيني مستقيم Orthorhombic | {\displaystyle abc}                                                                                                   |        |        |        |
| رباعي Tetragonal          | {\displaystyle a^{2}c}                                                                                                |        |        |        |
| ثلاثي rhombohedral        | {\displaystyle a^{3}{\sqrt {1-3\cos ^{2}\alpha +2\cos ^{3}\alpha }}}                                                  |        |        |        |
| سداسي Hexagonal           | {\displaystyle {\frac {3{\sqrt {3\,}}\,a^{2}c}{2}}}                                                                   |        |        |        |
| مكعب Cubic                | {\displaystyle a^{3}}                                                                                                 |        |        |        |

## طرق تعيين البناء البلوري
الدراسات التي تقوم بتعيين البناء البلوري للأملاح والمعادن تعتمد على طرق القياس الآتية:
- حيود الأشعة السينية
- حيود النيوترونات

كما يمكن تعيين البناء البلوري المغناطيسي بواسطة حيود النيوترونات.

## اقرأ أيضا
- شبكة تبلور برافيه
- علم البلورات
- نظام بلوري
- بنية بلورية